# 대한민국 형법 제30조
대한민국 형법 제30조는 공동정범에 대한 형법각칙의 조문이다.

## 조문
제30조(공동정범) 2인 이상이 공동하여 죄를 범한 때에는 각자를 그 죄의 정범으로 처벌한다.

第30條(共同正犯) 2人 以上이 共同하여 罪를 犯한 때에는 各自를 그 罪의 正犯으로 處罰한다.

## 비교 조문
일본형법 제60조(공동정범) 2인 이상 공동하여 범죄를 실행한 자는 전부 정범으로 한다.

## 참고 문헌
- 김재윤, 손동권, 『새로운 형법각론』, 율곡출판사, 2013. ISBN 978-89-974283-4-2
- 손지영. (2010). 형법 제30조 「공동」의 의미와 공동정범의 본질. 법학논총, 24, 47-73.